# Capricci (film 1969)
Capricci è un film del 1969 diretto e interpretato da Carmelo Bene.

## Trama
La debole "trama" trae spunto da due opere: la Storia del cavaliere Des Grieux e di Manon Lescaut e l'Arden of Feversham di anonimo elisabettiano, dalle quali Bene deriva la storia di un pittore e quella di un poeta suicida.
Il poeta, in compagnia dell'amata Manon, si schianta ripetutamente con l'auto in un cimitero di automobili, poi investe delle prositute e le carica faticosamente in macchina. Manon guarda divertita la scena.
Nel frattempo il pittore Clarke è incaricato da Alice e dall'anziano amante Mosbie di realizzare un quadro avvelenato con cui avvelenare Arden, il marito di lei altrettanto anziano, che è partito per un viaggio a Londra insieme all'aiutante Franklin. Il pittore accetta in cambio delle grazie della sorella di Mosbie, Susanna. L'amante tenta di convincere anche Dick Green, truffato da Arden, ad assassinarlo. Greene assolda dei grotteschi killer per commettere l'omicidio e un poliziotto li pedina. Arden muore improvvisamente durante un diverbio con la moglie e Franklin ne trascina il corpo fino alla casa di Clarke. Arriva anche il poliziotto che ingaggia un corpo a corpo con un autoritratto del pittore e cade a terra stremato. Clarke usa il sangue di Arden per firmare l'autoritratto.
Intanto al cimitero delle automobili viene tentato un ultimo schianto, con botto finale incendiario. Il poeta e Manon sopravvivono e si adagiano sull'erba, vicino alle fiamme. Dopo poco si sentono dei colpi di pistola, si vede qualcuno che spara e gente che scappa. Arrivano dei cavalieri vestiti come inglesi alla caccia della volpe.

## Produzione
Si tratta di un film a basso costo realizzato in poco meno di due mesi tra riprese e montaggio. È stato girato in tre luoghi diversi: gli esterni a Campo de' Fiori e sul raccordo anulare con lo svincolo per Napoli, gli interni nella casa del pittore Tonino Caputo. Carmelo Bene definisce Capricci il suo migliore dopo Salomè: È un film delirante, intenzionalmente sgradevole. Non sta né in cielo né in terra. Brutto a vedersi, senza infingimenti, nudo, crudo, disgraziato", "Capricci è un bell'attentato a tutto ciò che d'istituzionale, ricattatorio c'è nel visivo".
Le musiche della colonna sonora sono definite da Carmelo Bene delle "stecche" rispetto alla situazione scenica che dovrebbero caratterizzare, e sono dunque incoerenti rispetto alla trama e ai ruoli dei personaggi. Anche il doppiaggio è appositamente fuori sincrono: la voce di Alice prende a volte un accento francese (probabilmente è la voce della Wiazemsky), e qualche volta addirittura le due voci si notano sovrapposte.

## Accoglienza
Presentato nella Quinzaine des Réalisateurs del 22º Festival di Cannes, anche questo film, come il precedente, venne apprezzato molto dai critici e dagli intellettuali francesi, come per esempio il poeta Jacques Prévert; venne altresì apprezzato in Italia (non venne però gradito da Luchino Visconti a Cannes) ma non ebbe molto successo di pubblico e seguì così più o meno la sorte di Nostra Signora dei Turchi. Fu quasi subito ritirato dalle sale cinematografiche.